# الدوري الموريتاني الممتاز 2016–17
الدوري الموريتاني الممتاز 2016–17 هو موسم من الدوري الموريتاني الممتاز. فاز فيه جمعية الوئام.